# Said Musa

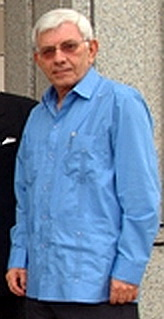
Said Musa

Said Wilbert Musa, född 19 mars 1944, är en belizisk advokat och politiker, som var premiärminister i Belize mellan den 28 augusti 1998 och den 8 februari 2008.